# يوأنس العاشر (بابا الإسكندرية)
البابا  يوأنس العاشر  («يوأنس الملقب المؤتمن الشامي») بابا الإسكندرية وبطريرك الكنيسة القبطية رقم 85 (1363 – 1369).
سرياني الجنس وفد إلى برية مصر طلبًا للعبادة شغفًا بالنسك والتبتل.
كانت سيامته في 7 مايو سنة 1363م. عاصر من الحكام المماليك «شعبان بن حسن الأشرف» وكانت وفاة البابا تيموثاوس الثاني في 13 يوليو سنة 1369م بعد أن قام بتكريس الميرون المقدس في دير القديس الأنبا مقار.